# テネシー州デイヴィッドソン郡の国家歴史登録財一覧

テネシー州デイヴィッドソン郡の位置

テネシー州デイヴィッドソン郡の国家歴史登録財一覧を以下に示す。
アメリカ合衆国テネシー州デイヴィッドソン郡の国家歴史登録財に指定された建造物および地域の一覧である。国家歴史登録財に指定された建造物および地域の多くは緯度および経度が明らかにされており、Google マップでも見つけることができる。
テネシー州デイヴィッドソン郡の6ヶ所の国定歴史建造物を含む建造物および地域187ヶ所の国家歴史登録財の一覧である。
テネシー州サムナー郡の国家歴史登録財一覧には郡境にあるグッドレッツヴィルの建造物も含まれている。
| アンダーソン郡 – ベッドフォード郡 – ベントン郡 – ブレッドソー郡 – ブラウント郡 – ブラッドリー郡 – キャンベル郡 – キャノン郡 – キャロル郡 – カーター郡 – チーザム郡 – チェスター郡 – クレイボーン郡 – クレイ郡 – コック郡 – コーフィ郡 – クロケット郡 – カンバーランド郡 – デイヴィッドソン郡 – ディケーター郡 – ディカーブ郡 – ディクソン郡 – ダイアー郡 – ファイエット郡 – フェントレス郡 – フランクリン郡 – ギブソン郡 – ジャイルズ郡 – グレンジャー郡 – グリーン郡 – グランディ郡 – ハンブレン郡 – ハミルトン郡 – ハンコック郡 – ハードマン郡 – ハーディン郡 – ホーキンス郡 – ヘイウッド郡 – ヘンダーソン郡 – ヘンリー郡 – ヒックマン郡 – ヒューストン郡 – ハンフリーズ郡 – ジャクソン郡 – ジェファーソン郡 – ジョンソン郡 – ノックス郡 – レイク郡 – ローダーデール郡 – ローレンス郡 – ルイス郡 – リンカーン郡 – ラウドン郡 – メイコン郡 – マディソン郡 – マリオン郡 – マーシャル郡 – モーリー郡 – マクミン郡 – マクネアリー郡 – メグズ郡 – モンロー郡 – モンゴメリー郡 – ムーア郡 – モーガン郡 – オビオン郡 – オーバートン郡 – ペリー郡 – ピケット郡 – ポーク郡 – パットナム郡 – レイ郡 – ローン郡 – ロバートソン郡 – ラザフォード郡 – スコット郡 – シクアッチー郡 – セビア郡 – シェルビー郡 – スミス郡 – スチュアート郡 – サリバン郡 – サムナー郡 – ティプトン郡 – トラウスデール郡 – ユニコイ郡 – ユニオン郡 – ヴァンビューレン郡 – ウォーレン郡 – ワシントン郡 – ウェイン郡 – ウィークリー郡 – ホワイト郡 – ウィリアムソン郡 – ウィルソン郡 |

このアメリカ合衆国国立公園局のリストは2015年8月14日に更新されたNPSの最新リストによって網羅されている。

## 現在の一覧
| [ 3 ] | 登録名                                                           | 画像                                                             | 登録日                     | 所在地 | 都市か町             | 概要 |
| ----- | ---------------------------------------------------------------- | ---------------------------------------------------------------- | -------------------------- | --- | -------------------- | --- |
| 1     | アクメ農機具ビル                                                 | アクメ農機具ビル さらに見る                                      | 1998年4月2日 (#98000320)   | ブロードウエイ101番地 北緯36度09分43秒 西経86度46分28秒 / 北緯36.161944度 西経86.774444度 | ナッシュビル         | |
| 2     | エアドライ                                                       | 画像をアップロード                                               | 2005年9月15日 (#05001027)  | アヴェナル・アベニュー3210番地 北緯36度06分18秒 西経86度43分54秒 / 北緯36.105度 西経86.731667度 | ナッシュビル         | |
| 3     | ヴァンダービルト大学アルムナイ・メモリアル・ホール               | ヴァンダービルト大学アルムナイ・メモリアル・ホール               | 2011年7月6日 (#11000418)   | ウエスト・エンド・アベニュー2205番地 北緯36度08分53秒 西経86度48分12秒 / 北緯36.148056度 西経86.803333度 | ナッシュビル         | |
| 4     | アメリカン・バプティスト神学校歴史地区                           | アメリカン・バプティスト神学校歴史地区                           | 2013年6月14日 (#13000399)  | バプティスト・ワールド・センター・ドライブ1800番地 北緯36度12分09秒 西経86度47分24秒 / 北緯36.202599度 西経86.789891度                                                                                                 | ナッシュビル         | |
| 5     | 遺跡40DV307号                                                    | 画像をアップロード                                               | 2015年3月12日 (#14000940)  | 非公開 座標がありません | ナッシュビル         | |
| 6     | 遺跡40DV35号                                                     | 画像をアップロード                                               | 1992年12月16日 (#92001655) | カンバーランド川0.25マイル (0.40 km)南のコクリル・ベンド 北緯36度12分09秒 西経86度54分04秒 / 北緯36.202500度 西経86.901111度                                                                                           | ナッシュビル         | |
| 7     | ビーチ・グローヴ                                                 | 画像をアップロード                                               | 2007年11月8日 (#07001163)  | オールド・ハーディング・パイク8423番地 北緯36度01分22秒 西経87度01分31秒 / 北緯36.022817度 西経87.025306度 | ナッシュビル         | |
| 8     | ベレア                                                           | ベレア                                                           | 1971年5月6日 (#71000815)   | レバノン・ロード2250番地 北緯36度10分09秒 西経86度41分15秒 / 北緯36.169167度 西経86.6875度 | ナッシュビル         | |
| 9     | ベル・ミード                                                     | ベル・ミード                                                     | 1969年12月30日 (#69000177) | ハーディング・ロードとリーク・アベニューの角 北緯36度06分20秒 西経86度51分52秒 / 北緯36.105556度 西経86.864444度 | ベル・ミード         | |
| 10    | ベル・ミード・アパートメント                                     | ベル・ミード・アパートメント                                     | 1984年4月19日 (#84003474)  | ベル・ミード・ブルヴァード715番地 北緯36度05分47秒 西経86度51分28秒 / 北緯36.096389度 西経86.857778度 | ベル・ミード         | |
| 11    | ベル・ミード・ゴルフ・リンク歴史地区                             | 画像をアップロード                                               | 2004年7月7日 (#04000675)   | ウィンザー・ドライブ、ブラックバーン・アベニュー、ペンブローク・アベニュー、ウエストヴァー・ドライブ、ハーディング・プレイスで大まかに囲まれた地域 北緯36度06分07秒 西経86度51分48秒 / 北緯36.101944度 西経86.863333度 | ベル・ミード         | |
| 12    | ベル・ビュー                                                     | ベル・ビュー                                                     | 1973年10月25日 (#73001758) | オールド・ハーディング・ロード7306番地、国道70号線南側 北緯36度03分58秒 西経86度56分16秒 / 北緯36.066111度 西経86.937778度                                                                                             | ベルビュー           | |
| 13    | ベルモント・マンション                                           | ベルモント・マンション さらに見る                                | 1971年5月6日 (#71000816)   | ベルモント・ブルヴァード 北緯36度08分09秒 西経86度47分41秒 / 北緯36.135833度 西経86.794722度 | ナッシュビル         | |
| 14    | ベルモント・ヒルズボロ歴史地区                                   | ベルモント・ヒルズボロ歴史地区                                   | 1980年5月1日 (#80003784)   | プリムローズ・アベニュー、20番通り、マグノリア・ブルヴァード、ベルモント・ブルヴァードで大まかに囲まれた地域 北緯36度07分48秒 西経86度47分52秒 / 北緯36.130000度 西経86.797778度                                       | ナッシュビル         | |
| 15    | ビニー・ディロン・ビルディング                                   | ビニー・ディロン・ビルディング                                   | 1984年8月16日 (#84003483)  | チャーチ・ストリート702番地 北緯36度09分44秒 西経86度46分59秒 / 北緯36.162222度 西経86.783056度 | ナッシュビル         | |
| 16    | バーガー・ビルディング                                           | バーガー・ビルディング                                           | 1984年11月8日 (#84000376)  | 北8番通り164番地 北緯36度09分40秒 西経86度46分59秒 / 北緯36.161111度 西経86.783056度 | ナッシュビル         | |
| 17    | ブリック・チャーチ塚および村跡地                                 | ブリック・チャーチ塚および村跡地                                 | 1973年5月7日 (#73001759)   | ブリック・チャーチ東 北緯36度14分51秒 西経86度46分32秒 / 北緯36.247469度 西経86.775689度 | ナッシュビル         | ミシシッピ文化の複数の塚。1970年代から1980年代に平らにされた。                                                                   |
| 18    | ブロードウエイ歴史地区                                           | ブロードウエイ歴史地区                                           | 1980年7月18日 (#80003785)  | ブロードウエイの2番通りから5番通りの間 北緯36度09分40秒 西経86度46分38秒 / 北緯36.161111度 西経86.777222度 | ナッシュビル         | |
| 19    | ジェームズ・ブキャナン邸                                         | ジェームズ・ブキャナン邸                                         | 1984年3月29日 (#84003486)  | エルム・ヒル・パイク2910番地 北緯36度08分41秒 西経86度39分26秒 / 北緯36.144722度 西経86.657222度 | ナッシュビル         | |
| 20    | ブエナ・ヴィスタ歴史地区                                         | ブエナ・ヴィスタ歴史地区                                         | 1980年4月24日 (#80003786)  | 州間高速道路65号線、国道41号線、ジェファーソン・ストリートに囲まれた地域 北緯36度10分34秒 西経86度47分50秒 / 北緯36.176111度 西経86.797222度                                                                           | ナッシュビル         | |
| 21    | ブッシュ・ハーバート・ビルディング                               | ブッシュ・ハーバート・ビルディング                               | 1982年3月25日 (#82003959)  | 3番通り174番地北 北緯36度09分49秒 西経86度46分38秒 / 北緯36.163611度 西経86.777222度 | ナッシュビル         | |
| 22    | キャメロン・スクール                                             | キャメロン・スクール                                             | 2005年3月15日 (#05000180)  | 1番通り1034番地南 北緯36度08分55秒 西経86度45分51秒 / 北緯36.148611度 西経86.764167度 | ナッシュビル         | |
| 23    | ケーン・リッジ・カンバーランド長老派教会                         | ケーン・リッジ・カンバーランド長老派教会                         | 1976年12月12日 (#76001770) | アンティオーク南東部オールド・ヒッコリー・ブルヴァード 北緯36度00分06秒 西経86度38分02秒 / 北緯36.001667度 西経86.633889度                                                                                             | アンティオーク       | |
| 24    | ケイパーズ・メソディスト監督教会                                 | ケイパーズ・メソディスト監督教会                                 | 1985年1月2日 (#85000045)   | 15番通り319番地北 北緯36度09分34秒 西経86度47分43秒 / 北緯36.159444度 西経86.795278度 | ナッシュビル         | |
| 25    | フィスク大学カーネギー図書館                                     | フィスク大学カーネギー図書館                                     | 1985年1月2日 (#85003769)   | 17番通り北、フィスク大学キャンパス内 北緯36度10分04秒 西経86度48分18秒 / 北緯36.167778度 西経86.805000度 | ナッシュビル         | 1908年、アフリカ系アメリカ人建築家モーゼズ・マキサック・サードによる設計。1908年創立。現在フィスクの研究棟として使用されている。 |
| 26    | カートライト・モス邸                                             | 画像をアップロード                                               | 1979年8月1日 (#79002420)   | オールド・ディッカーソン・パイク760番地 北緯36度18分13秒 西経86度43分22秒 / 北緯36.303611度 西経86.722778度 | グッドレッツヴィル   | |
| 27    | キャスナー・ノット・ビルディング                                 | キャスナー・ノット・ビルディング                                 | 1999年8月20日 (#99000957)  | チャーチ・ストリート616-618番地 北緯36度09分45秒 西経86度46分56秒 / 北緯36.1625度 西経86.782222度 | ナッシュビル         | |
| 28    | センテニアル・パーク                                             | センテニアル・パーク                                             | 2008年7月15日 (#08000689)  | ウエスト・エンド・アベニューと25番通り北の角 北緯36度08分59秒 西経86度48分47秒 / 北緯36.149589度 西経86.812936度 | ナッシュビル         | |
| 29    | ロバート・チャドウェル邸                                         | 画像をアップロード                                               | 1989年11月13日 (#89001972) | ニーリーズ・ベンド・ロード712番地 北緯36度15分09秒 西経86度41分48秒 / 北緯36.2525度 西経86.696667度 | マディソン           | |
| 30    | チータム・ビルディング                                           | チータム・ビルディング                                           | 1980年2月21日 (#80003787)  | チャーチ・ストリート301-309番地 北緯36度09分50秒 西経86度46分39秒 / 北緯36.163889度 西経86.7775度 | ナッシュビル         | |
| 31    | チークウッド                                                     | チークウッド                                                     | 2000年8月23日 (#00000993)  | フォレスト・パーク・ドライブ1200番地 北緯36度05分11秒 西経86度52分26秒 / 北緯36.086339度 西経86.873961度 | ナッシュビル         | |
| 32    | クライスト教会                                                   | クライスト教会 さらに見る                                        | 1978年11月14日 (#78002577) | ブロードウエイ900番地 北緯36度09分32秒 西経86度47分00秒 / 北緯36.158889度 西経86.783333度 | ナッシュビル         | |
| 33    | チャーチ・オブ・アサンプション                                   | チャーチ・オブ・アサンプション                                   | 1977年8月22日 (#77001262)  | 7番通り1227番地北 北緯36度10分31秒 西経86度47分30秒 / 北緯36.175278度 西経86.791667度 | ナッシュビル         | |
| 34    | クリーヴランド・ホール                                           | クリーヴランド・ホール さらに見る                                | 1971年4月16日 (#71000821)  | オールド・ヒッコリー・ブルヴァード 北緯36度13分46秒 西経86度37分38秒 / 北緯36.229444度 西経86.627222度 | オールド・ヒッコリー | |
| 35    | クロヴァー・ボトム・マンション                                   | クロヴァー・ボトム・マンション                                   | 1975年4月3日 (#75001747)   | レバノン・ロード2930番地 北緯36度10分11秒 西経86度38分58秒 / 北緯36.169722度 西経86.649444度 | ドネルソン           | |
| 36    | コール・ハウス                                                   | コール・ハウス                                                   | 1974年12月27日 (#74001907) | レバノン・ロード2001番地 北緯36度09分24秒 西経86度42分28秒 / 北緯36.156667度 西経86.707778度 | ナッシュビル         | |
| 37    | アナ・ラッセル・コール・オーディトリアム                         | アナ・ラッセル・コール・オーディトリアム                         | 1980年4月17日 (#80003788)  | テネシー・プレパラトリー・スクール・キャンパス 北緯36度07分56秒 西経86度44分28秒 / 北緯36.132222度 西経86.741111度 | ナッシュビル         | |
| 38    | ミセス・エドワード・B・クレイグ邸                                | ミセス・エドワード・B・クレイグ邸                                | 2003年10月27日 (#03001078) | チッカリング・ロード1418番地 北緯36度04分18秒 西経86度52分03秒 / 北緯36.071667度 西経86.8675度 | フォレスト・ヒルズ   | |
| 39    | クミンズ・ステーション                                           | クミンズ・ステーション                                           | 1983年11月17日 (#83004233) | デモンブリアンと10番通り北の角 北緯36度09分19秒 西経86度46分58秒 / 北緯36.155278度 西経86.782778度 | ナッシュビル         | |
| 40    | デイヴィッドソン郡庁舎                                           | デイヴィッドソン郡庁舎 さらに見る                                | 1987年3月23日 (#87000670)  | パブリック・スクエア 北緯36度10分02秒 西経86度46分43秒 / 北緯36.167222度 西経86.778611度 | ナッシュビル         | |
| 41    | デモンブリアン洞窟                                               | 画像をアップロード                                               | 1980年2月7日 (#80003789)   | オモハンドロ・ドライブ1700番地 北緯36度09分55秒 西経86度42分57秒 / 北緯36.165278度 西経86.715833度 | ナッシュビル         | |
| 42    | デヴン・ファーム                                                 | 画像をアップロード                                               | 1974年8月28日 (#74001908)  | ナッシュビル南部の州間高速道路100号線沿い 北緯36度03分28秒 西経86度55分11秒 / 北緯36.057778度 西経86.919722度 | ナッシュビル         | |
| 43    | ドクターズ・ビルディング                                         | ドクターズ・ビルディング                                         | 1985年7月25日 (#85001607)  | チャーチ・ストリート706番地 北緯36度09分44秒 西経86度46分59秒 / 北緯36.162222度 西経86.783056度 | ナッシュビル         | |
| 44    | ドージャー・ファーム                                             | 画像をアップロード                                               | 1990年11月1日 (#90001580)  | リバー・ロード・パイク8451番地 北緯36度12分16秒 西経86度58分36秒 / 北緯36.204444度 西経86.976667度 | ナッシュビル         | |
| 45    | ドゥビソン・ヌーホフ邸                                           | ドゥビソン・ヌーホフ邸                                           | 2003年10月27日 (#03001077) | チッカリング・ロード1407番地 北緯36度04分24秒 西経86度52分01秒 / 北緯36.073333度 西経86.866944度 | フォレスト・ヒルズ   | |
| 46    | ギルドフォー・ダドリー・シニア&アン・ダラス邸                    | 画像をアップロード                                               | 2003年10月23日 (#03001080) | ヒルズボロ・パイク5401番地 北緯36度05分07秒 西経86度50分04秒 / 北緯36.085278度 西経86.834444度 | フォレスト・ヒルズ   | |
| 47    | アーサー・J・ダイアー天文台                                      | アーサー・J・ダイアー天文台                                      | 2009年3月6日 (#09000114)   | オウマン・ドライブ1000番地 北緯36度03分08秒 西経86度48分17秒 / 北緯36.05213度 西経86.80481度 | ブレントウッド       | |
| 48    | イースト・ナッシュビル中学校、高等学校                           | イースト・ナッシュビル中学校、高等学校                           | 2002年1月25日 (#01001552)  | ギャラティン110番地および112番地 北緯36度10分52秒 西経86度45分10秒 / 北緯36.181111度 西経86.752778度 | ナッシュビル         | |
| 49    | イースト・ナッシュビル歴史地区                                   | イースト・ナッシュビル歴史地区                                   | 1982年4月15日 (#82003960)  | ギャラティン・パイク、エッジウッド・プレイス、北16番通り、ラッセル・ストリートで囲まれた地域 北緯36度10分39秒 西経86度44分42秒 / 北緯36.1775度 西経86.745度                                                            | ナッシュビル         | |
| 50    | エッジフィールド歴史地区                                         | エッジフィールド歴史地区                                         | 1977年7月13日 (#77001263)  | ウッドランド・ストリート、南10番通り、南5番通り、シェルビー・アベニューで大まかに囲まれた地域 北緯36度10分22秒 西経86度45分28秒 / 北緯36.172778度 西経86.757778度                                                      | ナッシュビル         | |
| 51    | 8番通り南貯水槽                                                  | 8番通り南貯水槽                                                  | 1978年3月30日 (#78002578)  | 8番通り南 北緯36度08分21秒 西経86度46分49秒 / 北緯36.139167度 西経86.780278度 | ナッシュビル         | |
| 52    | エリス給油所停車場                                               | エリス給油所停車場                                               | 1991年4月15日 (#91000436)  | オールド・マーフリーズボロ・ロード2000番地 北緯36度05分50秒 西経86度39分13秒 / 北緯36.097222度 西経86.653611度 | ナッシュビル         | |
| 53    | エルム・ストリート・メソディスト教会                             | エルム・ストリート・メソディスト教会                             | 1984年5月15日 (#84003496)  | 5番通り616番地南 北緯36度09分11秒 西経86度46分24秒 / 北緯36.153056度 西経86.773333度 | ナッシュビル         | |
| 54    | アレクサンダー・ユーイング邸                                     | 画像をアップロード                                               | 1980年11月25日 (#80003790) | ブエナ・ヴィスタ・パイク5101番地 北緯36度14分03秒 西経86度49分38秒 / 北緯36.234167度 西経86.827222度 | ナッシュビル         | |
| 55    | フォール・スクール                                               | フォール・スクール                                               | 1979年12月19日 (#79002421) | 南8番通り1116番地 北緯36度08分32秒 西経86度46分43秒 / 北緯36.142222度 西経86.778611度 | ナッシュビル         | |
| 56    | 連邦政府ビル                                                     | 連邦政府ビル さらに見る                                          | 1972年12月26日 (#72001232) | ブロードウエイ 北緯36度09分31秒 西経86度46分53秒 / 北緯36.158611度 西経86.781389度 | ナッシュビル         | |
| 57    | アトランタ連邦準備銀行                                           | アトランタ連邦準備銀行                                           | 1984年10月10日 (#84000089) | 北3番通り226番地 北緯36度09分58秒 西経86度46分45秒 / 北緯36.166111度 西経86.779167度 | ナッシュビル         | |
| 58    | 5番通り歴史地区                                                  | 5番通り歴史地区                                                  | 1983年12月5日 (#83004234)  | チャーチ・ストリート、ユニオン・ストリート、4番通り、5番通り、6番通りに大まかに囲まれた地域 北緯36度09分50秒 西経86度46分50秒 / 北緯36.163889度 西経86.780556度                                                        | ナッシュビル         | |
| 59    | 消防署第1分署                                                    | 消防署第1分署                                                    | 2008年7月23日 (#08000691)  | 3番通り北1312番地 北緯36度10分43秒 西経86度47分12秒 / 北緯36.178553度 西経86.786603度 | ナッシュビル         | |
| 60    | ファースト・バプティスト教会イースト・ナッシュビル               | ファースト・バプティスト教会イースト・ナッシュビル               | 2005年7月27日 (#05000761)  | メイン・ストリート601番地 北緯36度10分33秒 西経86度45分46秒 / 北緯36.175833度 西経86.762778度 | ナッシュビル         | |
| 61    | 第一長老派教会                                                   | 第一長老派教会                                                   | 1970年7月8日 (#70000608)   | 5番通り北154番地 北緯36度09分46秒 西経86度46分47秒 / 北緯36.162778度 西経86.779722度 | ナッシュビル         | |
| 62    | フィスク大学歴史地区                                             | フィスク大学歴史地区                                             | 1978年2月9日 (#78002579)   | 16番通り、18番通り、ハモサ・ストリート、ハーマン・ストリート、ジェファーソン・ストリートで大まかに囲まれた地域 北緯36度10分04秒 西経86度48分17秒 / 北緯36.167778度 西経86.804722度                                     | ナッシュビル         | |
| 63    | ナッシュボロ砦                                                   | ナッシュボロ砦                                                   | 2011年7月13日 (#11000454)  | 1番通りのリバーフロント・パーク 北緯36度09分51秒 西経86度46分32秒 / 北緯36.164167度 西経86.775556度 | ナッシュビル         | |
| 64    | フォート・ネグリー                                               | フォート・ネグリー                                               | 1975年4月21日 (#75001748)  | リドリー・ブルヴァードとチェストナット・ストリートの角 北緯36度08分42秒 西経86度46分28秒 / 北緯36.145度 西経86.774444度                                                                                                | ナッシュビル         | |
| 65    | フロスト・ビルディング                                           | フロスト・ビルディング                                           | 1980年11月25日 (#80003791) | 8番通り北161番地 北緯36度09分38秒 西経86度47分00秒 / 北緯36.160556度 西経86.783333度 | ナッシュビル         | |
| 66    | ジェームズ・ゲディス・エンジン・カンパニー第6                    | ジェームズ・ゲディス・エンジン・カンパニー第6                    | 1978年1月9日 (#78002580)   | 2番通り南629番地 北緯36度09分16秒 西経86度46分14秒 / 北緯36.154444度 西経86.770556度 | ナッシュビル         | |
| 67    | ジョン・ガイスト・アンド・サンズ鍛冶屋兼住居                     | ジョン・ガイスト・アンド・サンズ鍛冶屋兼住居                     | 1980年4月29日 (#80003792)  | ジェファーソン・ストリート309、311、313番地 北緯36度10分28秒 西経86度47分06秒 / 北緯36.174444度 西経86.785度 | ナッシュビル         | |
| 68    | ジャーマンタウン歴史地区                                         | ジャーマンタウン歴史地区                                         | 1979年8月1日 (#79002422)   | ジェファーソン・ストリート、ヒューム・ストリート、ローザ・L・パークス・ブルヴァード、3番通りで囲まれた地域 北緯36度10分36秒 西経86度47分25秒 / 北緯36.176667度 西経86.790278度                                         | ナッシュビル         | |
| 69    | ギルバート・マンション                                           | ギルバート・マンション                                           | 1979年3月28日 (#79002423)  | ウエスト・エンド・アベニュー1906番地 北緯36度09分08秒 西経86度47分54秒 / 北緯36.152222度 西経86.798333度 | ナッシュビル         | |
| 70    | グラッドストーン・アパートメント                                 | グラッドストーン・アパートメント                                 | 1983年6月16日 (#83003025)  | ウエスト・エンド・アベニュー3803番地 北緯36度07分54秒 西経86度49分55秒 / 北緯36.131667度 西経86.831944度 | ナッシュビル         | |
| 71    | グレン・オーク                                                   | グレン・オーク                                                   | 1983年11月17日 (#83004235) | 25番通り南2012番地 北緯36度07分57秒 西経86度48分24秒 / 北緯36.132500度 西経86.806667度 | ナッシュビル         | |
| 72    | グランド・オール・オープリー・ハウス                             | グランド・オール・オープリー・ハウス                             | 2015年1月27日 (#14001222)  | オープリーランド・ドライブ2804番地 北緯36度12分23秒 西経86度41分30秒 / 北緯36.2064度 西経86.6917度 | ナッシュビル         | 1974年から『グランド・オール・オープリー』の本拠地。                                                                             |
| 73    | グラスメア                                                       | グラスメア                                                       | 1984年7月19日 (#84003503)  | ノーレンスビル・ロード 北緯36度05分16秒 西経86度44分26秒 / 北緯36.087778度 西経86.740556度 | ナッシュビル         | ナッシュビル動物園内に現存するプランテーション                                                                                   |
| 74    | ビネジャ・グレイ・ログ・ハウス                                   | ビネジャ・グレイ・ログ・ハウス                                   | 1985年7月11日 (#85001512)  | バトル・ロード446番地 北緯35度59分36秒 西経86度37分31秒 / 北緯35.993333度 西経86.625278度 | アンティオーク       | |
| 75    | ヴァンダービルト大学ジムナジウム                                 | ヴァンダービルト大学ジムナジウム                                 | 1972年2月23日 (#72001233)  | ウエスト・エンド・アベニューおよび23番通りの角 北緯36度08分54秒 西経86度48分18秒 / 北緯36.148333度 西経86.805度 | ナッシュビル         | |
| 76    | ホール・ハーディング・マキャンベル・ハウス                       | ホール・ハーディング・マキャンベル・ハウス                       | 2010年3月23日 (#10000141)  | ケント・ロード305番地 北緯36度09分32秒 西経86度39分43秒 / 北緯36.158881度 西経86.661942度 | ナッシュビル         | |
| 77    | ヘイズ・カイザー邸                                               | ヘイズ・カイザー邸                                               | 1974年9月10日 (#74001906)  | リーヴズ・ロード834番地 北緯36度03分55秒 西経86度40分20秒 / 北緯36.065278度 西経86.672222度 | アンティオーク       | |
| 78    | ハーミテージ・ホテル                                             | ハーミテージ・ホテル                                             | 1975年7月24日 (#75001749)  | 6番通り北231番地 北緯36度09分47秒 西経86度47分01秒 / 北緯36.163056度 西経86.783611度 | ナッシュビル         | |
| 79    | ザ・ハーミテージ                                                 | ザ・ハーミテージ                                                 | 1966年10月15日 (#66000722) | ナッシュビルの12マイル (19 km)東の国道70号線北 北緯36度12分54秒 西経86度36分42秒 / 北緯36.215度 西経86.611667度 | ハーミテージ         | |
| 80    | ザ・ヒビテージ                                                   | 画像をアップロード                                               | 1998年10月30日 (#98001305) | オールド・ヒッコリー・ブルヴァード2160番地 北緯36度03分04秒 西経86度51分55秒 / 北緯36.051111度 西経86.865278度 | ナッシュビル         | |
| 81    | ヒルズボロ・ウエスト・エンド歴史地区                             | ヒルズボロ・ウエスト・エンド歴史地区                             | 1993年12月23日 (#93001435) | ウエスト・エンド・アベニュー、31番通り、ブレイクモア・アベニュー、21番通り、国道440号線で大まかに囲まれた地域 北緯36度08分00秒 西経86度48分24秒 / 北緯36.133333度 西経86.806667度                                      | ナッシュビル         | |
| 82    | ホリー・ストリート消防署                                         | ホリー・ストリート消防署                                         | 1982年8月26日 (#82003963)  | ホリー・ストリート1600番地 北緯36度10分30秒 西経86度44分30秒 / 北緯36.175度 西経86.741667度 | ナッシュビル         | |
| 83    | ホリー・トリニティ教会                                           | ホリー・トリニティ教会                                           | 1972年4月14日 (#72001234)  | 6番通り南615番地 北緯36度09分10秒 西経86度46分33秒 / 北緯36.152778度 西経86.775833度 | ナッシュビル         | |
| 84    | ホーム・フォー・エイジド・メイソンズ                             | 画像をアップロード                                               | 2008年11月19日 (#08001086) | ベン・アレン・ロードとRSギャス・ブルヴァード 北緯36度13分03秒 西経86度44分36秒 / 北緯36.217467度 西経86.743367度 | ナッシュビル         | |
| 85    | P・Dヒューストン・ジュニア邸                                     | 画像をアップロード                                               | 2003年10月27日 (#03001081) | ヒルズボロ・パイク5617番地 北緯36度04分57秒 西経86度50分06秒 / 北緯36.0825度 西経86.835度 | フォレスト・ヒルズ   | |
| 86    | ハウズ・メイデン邸                                               | 画像をアップロード                                               | 1984年11月23日 (#84000324) | 国道70号線 北緯36度05分32秒 西経86度59分02秒 / 北緯36.092222度 西経86.983889度 | ナッシュビル         | |
| 87    | ハバード邸                                                       | ハバード邸                                                       | 1973年8月14日 (#73001760)  | 1番通り南1109番地 北緯36度08分48秒 西経86度45分50秒 / 北緯36.146667度 西経86.763889度 | ナッシュビル         | |
| 88    | ヒューム・フォグ高等学校                                         | ヒューム・フォグ高等学校 さらに見る                              | 1974年10月16日 (#74001909) | ブロード・ストリート700番地 北緯36度09分34秒 西経86度46分55秒 / 北緯36.159444度 西経86.781944度 | ナッシュビル         | |
| 89    | フィスク大学ジュビリー・ホール                                   | フィスク大学ジュビリー・ホール                                   | 1971年12月9日 (#71000817)  | 17番通り北 北緯36度10分08秒 西経86度48分17秒 / 北緯36.168889度 西経86.804722度 | ナッシュビル         | |
| 90    | トーマス・P・ケネディ・ジュニア邸                                | 画像をアップロード                                               | 2003年10月27日 (#03001079) | ヒルズボロ・パイク6231番地 北緯36度03分21秒 西経86度51分31秒 / 北緯36.055833度 西経86.858611度 | フォレスト・ヒルズ   | |
| 91    | レイクウッド商業地区                                             | 画像をアップロード                                               | 1985年5月24日 (#85001556)  | 22番通りとオールド・ヒッコリー・ブルヴァードで大まかに囲まれた地域 北緯36度14分55秒 西経86度38分32秒 / 北緯36.248611度 西経86.642222度                                                                                 | レイクウッド         | |
| 92    | レバノン・ロード・ストーン・アーチ・ブリッジ                     | レバノン・ロード・ストーン・アーチ・ブリッジ                     | 1987年5月13日 (#87000379)  | レバノン・ロードのブラウン・クリーク 北緯36度09分16秒 西経86度44分33秒 / 北緯36.154444度 西経86.7425度 | ナッシュビル         | |
| 93    | リンジー・アベニュー・チャーチ・オブ・クライスト                 | リンジー・アベニュー・チャーチ・オブ・クライスト                 | 1984年5月15日 (#84003507)  | リンジー・アベニュー3番地 北緯36度09分08秒 西経86度46分07秒 / 北緯36.152222度 西経86.768611度 | ナッシュビル         | |
| 94    | リタラー・ラボラトリー                                           | リタラー・ラボラトリー                                           | 1978年1月9日 (#78002581)   | 2番通り南631番地 北緯36度09分15秒 西経86度46分13秒 / 北緯36.154167度 西経86.770278度 | ナッシュビル         | |
| 95    | リトル・シスターズ・オブ・ザ・プア・ホーム・フォー・ザ・エイジド | リトル・シスターズ・オブ・ザ・プア・ホーム・フォー・ザ・エイジド | 1985年7月25日 (#85001608)  | 18番通り南1400番地 北緯36度08分26秒 西経86度47分44秒 / 北緯36.140556度 西経86.795556度 | ナッシュビル         | |
| 96    | ロングリート                                                     | 画像をアップロード                                               | 1984年2月16日 (#84003509)  | ヒルズボロ・ロード5819番地 北緯36度04分37秒 西経86度50分27秒 / 北緯36.076944度 西経86.840833度 | ナッシュビル         | |
| 97    | ロングビュー                                                     | ロングビュー                                                     | 1983年1月12日 (#83003027)  | コールドウェル・レーン811番地 北緯36度06分10秒 西経86度46分19秒 / 北緯36.102778度 西経86.771944度 | ナッシュビル         | |
| 98    | メハリー医科大学ハルダ・マーガレット・リトル・ホール             | メハリー医科大学ハルダ・マーガレット・リトル・ホール             | 1998年7月27日 (#98000842)  | ドクターDBトッド・ジュニア・ブルヴァード1005番地 北緯36度10分02秒 西経86度48分18秒 / 北緯36.167222度 西経86.805度 | ナッシュビル         | |
| 99    | マラソン・モーター・ワークス                                     | マラソン・モーター・ワークス                                     | 1996年1月4日 (#95001482)   | クリントン・ストリート1200–1310、1305番地 北緯36度09分53秒 西経86度47分44秒 / 北緯36.164722度 西経86.795556度 | ナッシュビル         | |
| 100   | ドクター・リチャード・アンド・ミセス・マーガレット・マーティン邸 | ドクター・リチャード・アンド・ミセス・マーガレット・マーティン邸 | 2007年3月22日 (#07000188)  | ケンドール・ドライブ825番地 北緯36度08分02秒 西経86度51分53秒 / 北緯36.133889度 西経86.864722度 | ナッシュビル         | |
| 101   | リチャード・E・マーティン邸                                      | 画像をアップロード                                               | 2003年10月27日 (#03001083) | キャッスルウッド・コート30番地 北緯36度04分22秒 西経86度50分43秒 / 北緯36.072778度 西経86.845278度 | フォレスト・ヒルズ   | |
| 102   | マクロリー・メイフィールド邸                                     | 画像をアップロード                                               | 1982年12月27日 (#82001726) | オールド・ヒッコリー・ブルヴァード1280番地 北緯36度02分31秒 西経86度49分41秒 / 北緯36.041944度 西経86.828056度 | ブレントウッド       | |
| 103   | マギャヴィック・ゲイトウッド・ウエブ邸                           | マギャヴィック・ゲイトウッド・ウエブ邸                           | 2007年7月11日 (#07000688)  | メリダン・ストリート908番地 北緯36度11分15秒 西経86度46分07秒 / 北緯36.1875度 西経86.768611度 | ナッシュビル         | |
| 104   | ヴァンダービルト大学メカニカル・エンジニアリング・ホール         | ヴァンダービルト大学メカニカル・エンジニアリング・ホール         | 1978年12月13日 (#78002582) | グランド・アベニューと21番通り南の角 北緯36度08分50秒 西経86度48分00秒 / 北緯36.147222度 西経86.8度 | ナッシュビル         | |
| 105   | マイルズ邸                                                       | マイルズ邸                                                       | 1979年1月8日 (#79002424)   | ウッドランド・ストリート631番地 北緯36度10分25秒 西経86度45分38秒 / 北緯36.173611度 西経86.760556度 | ナッシュビル         | |
| 106   | ドクター・クレオ・ミラー邸                                       | 画像をアップロード                                               | 1995年8月25日 (#95001045)  | シェルトン・アベニュー1431番地 北緯36度12分37秒 西経86度43分14秒 / 北緯36.210258度 西経86.720442度 | ナッシュビル         | |
| 107   | モリス・メモリアル・ビルディング                                 | モリス・メモリアル・ビルディング                                 | 1985年1月2日 (#85000046)   | シャーロット・アベニュー330番地 北緯36度10分01秒 西経86度46分49秒 / 北緯36.166944度 西経86.780278度 | ナッシュビル         | |
| 108   | マウント・オリヴェット墓地                                       | マウント・オリヴェット墓地                                       | 2005年11月25日 (#05001334) | レバノン・パイク1101番地 北緯36度09分02秒 西経86度43分58秒 / 北緯36.150556度 西経86.732778度 | ナッシュビル         | |
| 109   | 地方公共事業産業地域                                             | 地方公共事業産業地域                                             | 2010年11月29日 (#10000949) | ピーボディ・ストリート33番地 北緯36度09分28秒 西経86度46分06秒 / 北緯36.157778度 西経86.768333度 | ナッシュビル         | |
| 110   | ナッシュビル・アーケード                                         | ナッシュビル・アーケード                                         | 1973年5月22日 (#73001761)  | 4番通りと5番通りの間 北緯36度09分51秒 西経86度46分48秒 / 北緯36.164167度 西経86.78度 | ナッシュビル         | |
| 111   | ナッシュビル子供博物館                                           | ナッシュビル子供博物館                                           | 1971年5月6日 (#71000818)   | 2番通り724番地南 北緯36度09分15秒 西経86度46分05秒 / 北緯36.154167度 西経86.768056度 | ナッシュビル         | 元々ナッシュビル大学の1853年開業のアドルファス・ヘイマン設計による文学部校舎であった                                             |
| 112   | ナッシュビル・クリスチャン・インスティテュート・ジムナジウム     | ナッシュビル・クリスチャン・インスティテュート・ジムナジウム     | 2005年3月10日 (#05000181)  | ベイタヴィア・ストリート2420番地 北緯36度09分40秒 西経86度48分47秒 / 北緯36.161111度 西経86.813056度 | ナッシュビル         | |
| 113   | ナッシュビル市立墓地                                             | ナッシュビル市立墓地                                             | 1972年10月18日 (#72001235) | 南4番通り1001番地 北緯36度08分51秒 西経86度46分12秒 / 北緯36.1475度 西経86.77度 | ナッシュビル         | |
| 114   | ナッシュビル金融歴史地区                                         | ナッシュビル金融歴史地区                                         | 2002年3月20日 (#02000232)  | 3番通り北とユニオン・ストリートの角 北緯36度09分56秒 西経86度46分42秒 / 北緯36.165556度 西経86.778333度 | ナッシュビル         | |
| 115   | ナッシュビル国立墓地                                             | 画像をアップロード                                               | 1996年12月20日 (#96001516) | ギャラティン・ロード1420番地南 北緯36度14分28秒 西経86度43分35秒 / 北緯36.241111度 西経86.726389度 | ナッシュビル         | |
| 116   | ナッシュビル・ユニオン駅およびトレインシェッド                   | ナッシュビル・ユニオン駅およびトレインシェッド                   | 1969年12月30日 (#69000178) | ブロードウエイと10番通りの角 北緯36度09分24秒 西経86度47分04秒 / 北緯36.156667度 西経86.784444度 | ナッシュビル         | |
| 117   | ニュウサムズ・ミル                                               | ニュウサムズ・ミル                                               | 1976年9月13日 (#76001771)  | ナッシュビル西部ビッグ・ハーパス川 北緯36度04分49秒 西経86度59分47秒 / 北緯36.080278度 西経86.996389度 | ナッシュビル         | |
| 118   | ノエル・ホテル                                                   | ノエル・ホテル                                                   | 1984年10月10日 (#84000090) | 北4番通り200-204番地 北緯36度09分50秒 西経86度46分46秒 / 北緯36.163889度 西経86.779444度 | ナッシュビル         | |
| 119   | オグレスビー・スクール                                           | オグレスビー・スクール                                           | 2002年11月15日 (#02001340) | エドモンソン・パイク5724番地 北緯36度02分15秒 西経86度44分34秒 / 北緯36.0375度 西経86.742778度 | ナッシュビル         | |
| 120   | オールド・ヒッコリー歴史地区                                     | 画像をアップロード                                               | 1985年5月24日 (#85001555)  | ハドリー・アベニュー、ジョーンズ・ストリート、8番通り、リバーサイド・ドライブ、15番通りで大まかに囲まれた地域 北緯36度15分32秒 西経86度38分42秒 / 北緯36.258889度 西経86.645度                                         | オールド・ヒッコリー | |
| 121   | オールド・ヒッコリー・ユナイテッド・メソディスト教会             | オールド・ヒッコリー・ユナイテッド・メソディスト教会             | 1985年5月24日 (#85001557)  | ハドリー・アベニュー1216番地 北緯36度15分28秒 西経86度38分52秒 / 北緯36.257778度 西経86.647778度 | オールド・ヒッコリー | |
| 122   | オールド・ナッチェス・トレイス                                   | オールド・ナッチェス・トレイス                                   | 1975年5月30日 (#75002125)  | アラバマ州との州境からデイヴィッドソン郡の州間高速道路100号線まで 座標がありません | ナッシュビル         | ヒックマン郡、ローレンス郡、ルイス郡、モーリー郡、ウェイン郡、ウィリアムソン郡に延びる                                           |
| 123   | オモハンドロ浄水場                                               | オモハンドロ浄水場                                               | 1987年5月13日 (#87000380)  | オモハンドロ・ドライブの北東部 北緯36度09分43秒 西経86度43分23秒 / 北緯36.161944度 西経86.723056度 | ナッシュビル         | |
| 124   | オーバーブルック                                                 | オーバーブルック                                                 | 1984年3月29日 (#84003511)  | ハーディング・ロード4218番地 北緯36度07分55秒 西経86度50分35秒 / 北緯36.131944度 西経86.843056度 | ナッシュビル         | |
| 125   | オーバートン・レーン                                             | オーバートン・レーン                                             | 1980年7月17日 (#80003795)  | カークマン・レーン 北緯36度05分12秒 西経86度48分01秒 / 北緯36.086667度 西経86.800278度 | オーク・ヒル         | |
| 126   | パーク・エルキンス歴史地区                                       | 画像をアップロード                                               | 2011年11月15日 (#11000806) | パーク・アベニュー、エルキンス・アベニュー、42番通り、50番通りで大まかに囲まれた地域 北緯36度09分02秒 西経86度50分32秒 / 北緯36.150517度 西経86.842097度                                                               | ナッシュビル         | |
| 127   | パルテノン神殿                                                   | パルテノン神殿                                                   | 1972年2月23日 (#72001236)  | センテニアル・パーク 北緯36度08分59秒 西経86度48分49秒 / 北緯36.149722度 西経86.813611度 | ナッシュビル         | |
| 128   | ピーボディ教育大学                                               | ピーボディ教育大学                                               | 1966年10月15日 (#66000723) | 21番通り南とエッジヒル・アベニューの角 北緯36度08分30秒 西経86度47分55秒 / 北緯36.141667度 西経86.798611度 | ナッシュビル         | |
| 129   | パール高等学校                                                   | パール高等学校                                                   | 2002年8月2日 (#02000828)   | 17番通り613番地北 北緯36度09分43秒 西経86度48分01秒 / 北緯36.161944度 西経86.800278度 | ナッシュビル         | |
| 130   | トーマス・W・フィリップス・メモリアル                            | トーマス・W・フィリップス・メモリアル                            | 2006年11月9日 (#06001036)  | 19番通り1101番地南 北緯36度08分44秒 西経86度47分52秒 / 北緯36.145556度 西経86.797778度 | ナッシュビル         | |
| 131   | ドクター・コブ・ピルチャー邸                                     | 画像をアップロード                                               | 2003年10月27日 (#03001082) | スタンフォード・ドライブ5335番地 北緯36度04分55秒 西経86度49分37秒 / 北緯36.081944度 西経86.826944度 | フォレスト・ヒルズ   | |
| 132   | プリミティヴ・バプティスト教会                                   | プリミティヴ・バプティスト教会                                   | 1984年5月15日 (#84003513)  | 3番通り627-629番地南 北緯36度09分15秒 西経86度46分19秒 / 北緯36.154167度 西経86.771944度 | ナッシュビル         | |
| 133   | プリンターズ・アレイ歴史地区                                     | プリンターズ・アレイ歴史地区                                     | 1982年8月26日 (#82003964)  | 3番通り、4番通り、バンク・アレイおよびチャーチ・ストリート南北に大まかに囲まれた地域 北緯36度09分51秒 西経86度46分43秒 / 北緯36.164167度 西経86.778611度                                                               | ナッシュビル         | |
| 134   | RCAスタジオB                                                     | RCAスタジオB さらに見る                                          | 2012年7月10日 (#12000420)  | ロイ・エイカフ・プレイス1611番地 北緯36度09分00秒 西経86度47分34秒 / 北緯36.149996度 西経86.792863度 | ナッシュビル         | |
| 135   | RCAAビクター・スタジオ・ビルディング                             | 画像をアップロード                                               | 2015年7月21日 (#15000445)  | ミュージック・スクエア・ウエスト30番地 北緯36度08分59秒 西経86度47分35秒 / 北緯36.1497度 西経86.7931度 | ナッシュビル         | |
| 136   | リッチ・シュワルツ・ビルディング                                 | リッチ・シュワルツ・ビルディング                                 | 1984年10月10日 (#84000091) | 北6番通り202-204番地 北緯36度09分47秒 西経86度46分56秒 / 北緯36.163056度 西経86.782222度 | ナッシュビル         | |
| 137   | リチャード・ホール                                               | リチャード・ホール                                               | 1983年9月1日 (#83003028)   | シャーロット・アベニュー4822番地 北緯36度09分08秒 西経86度50分45秒 / 北緯36.152222度 西経86.845833度 | ナッシュビル         | |
| 138   | リッチランド・ウエスト・エンド歴史地区                           | リッチランド・ウエスト・エンド歴史地区                           | 1979年4月16日 (#79002425)  | 鉄道線路、マーフィ・ロード、パーク・サークル、ウイルソン・アベニュー、リッチランド・アベニューで大まかに囲まれた地域 北緯36度08分09秒 西経86度49分50秒 / 北緯36.135833度 西経86.830556度                               | ナッシュビル         | |
| 139   | リバーウッド                                                     | リバーウッド                                                     | 1977年7月20日 (#77001264)  | ウエルカム・レーン1833番地 北緯36度12分 西経86度43分 / 北緯36.2度 西経86.71度 | ナッシュビル         | |
| 140   | ジェームス・ロバートソン・ホテル                                 | ジェームス・ロバートソン・ホテル                                 | 1984年10月10日 (#84000092) | 北7番通り118番地 北緯36度09分37秒 西経86度46分54秒 / 北緯36.160278度 西経86.781667度 | ナッシュビル         | |
| 141   | ロビンクロフト                                                   | ロビンクロフト                                                   | 1978年7月10日 (#78002583)  | ベントン・アベニュー746番地 北緯36度07分58秒 西経86度46分35秒 / 北緯36.132639度 西経86.776389度 | ナッシュビル         | |
| 142   | ラトリッジ・ヒル歴史地区                                         | ラトリッジ・ヒル歴史地区                                         | 1980年7月8日 (#80003793)   | ミドルトン・アベニュー、2番通り、リー・アベニュー、ハーミテージ・アベニューで大まかに囲まれた地域 北緯36度09分19秒 西経86度46分09秒 / 北緯36.155278度 西経86.769167度                                                  | ナッシュビル         | |
| 143   | ライマン公会堂                                                   | ライマン公会堂                                                   | 1971年5月6日 (#71000819)   | 5番通り116番地北 北緯36度09分39秒 西経86度46分44秒 / 北緯36.160833度 西経86.778889度 | ナッシュビル         | |
| 144   | セント・アン聖公会                                               | セント・アン聖公会                                               | 1983年11月18日 (#83004237) | ウッドランド・ストリート419番地 北緯36度10分18秒 西経86度45分56秒 / 北緯36.171667度 西経86.765556度 | ナッシュビル         | |
| 145   | セント・セシリア・アカデミー                                     | セント・セシリア・アカデミー                                     | 1976年12月12日 (#76001772) | 8番通りとクレイ・ストリートの角 北緯36度11分13秒 西経86度48分04秒 / 北緯36.186944度 西経86.801111度 | ナッシュビル         | |
| 146   | セント・メアリーズ・カソリック教会                               | セント・メアリーズ・カソリック教会                               | 1970年7月8日 (#70000609)   | 5番通り330番地北 北緯36度09分57秒 西経86度46分53秒 / 北緯36.165833度 西経86.781389度 | ナッシュビル         | |
| 147   | セント・パトリックス・カソリック教会および教区司祭館             | セント・パトリックス・カソリック教会および教区司祭館             | 1984年5月15日 (#84003516)  | 2番通り1219番地北 北緯36度08分39秒 西経86度45分51秒 / 北緯36.144167度 西経86.764167度 | ナッシュビル         | |
| 148   | サンドバー・ヴィレッジ                                           | 画像をアップロード                                               | 1994年7月22日 (#94000749)  | カンバーランド川左右、ナッシュビル北西 北緯36度12分20秒 西経86度53分52秒 / 北緯36.205556度 西経86.897778度 | ナッシュビル         | |
| 149   | サヴェイジ邸                                                     | サヴェイジ邸                                                     | 1983年1月11日 (#83003029)  | 8番通り167番地北 北緯36度09分39秒 西経86度47分01秒 / 北緯36.160833度 西経86.783611度 | ナッシュビル         | |
| 150   | スキャリット・カレッジ歴史地区                                   | スキャリット・カレッジ歴史地区                                   | 1982年8月26日 (#82003965)  | 19番通り南 北緯36度08分46秒 西経86度47分48秒 / 北緯36.146111度 西経86.796667度 | ナッシュビル         | |
| 151   | 2番通り商業地区                                                  | 2番通り商業地区                                                  | 1972年2月23日 (#72001237)  | 2番通りのブランドン・ストリートとブロードウエイの間 北緯36度09分50秒 西経86度46分35秒 / 北緯36.163889度 西経86.776389度                                                                                                | ナッシュビル         | |
| 152   | アブナー・T・ショウ邸                                            | 画像をアップロード                                               | 1985年3月28日 (#85000671)  | ブリック・チャーチ・パイク4866番地 北緯36度18分53秒 西経86度46分38秒 / 北緯36.314722度 西経86.777222度 | グッドレッツヴィル   | |
| 153   | シェルビー・ストリート橋                                         | シェルビー・ストリート橋                                         | 1986年11月20日 (#86003237) | シェルビー・ストリートのカンバーランド川上 北緯36度09分43秒 西経86度46分19秒 / 北緯36.161944度 西経86.771944度 | ナッシュビル         | |
| 154   | スミス・ファームハウス                                           | スミス・ファームハウス                                           | 1983年11月17日 (#83004239) | 州間高速道路100号線8600番地、当初の境界線の北および西 北緯36度02分09秒 西経86度58分54秒 / 北緯36.035833度 西経86.981667度                                                                                              | パスコ               | 1991年6月24日に州間高速道路100号線8600番地に境界線が設置された。                                                                 |
| 155   | サザン・メソディスト出版社                                       | サザン・メソディスト出版社                                       | 1984年9月13日 (#84003519)  | ブロードウエイ810番地 北緯36度09分31秒 西経86度46分57秒 / 北緯36.158611度 西経86.7825度 | ナッシュビル         | |
| 156   | ストーン・ホール                                                 | ストーン・ホール                                                 | 2010年11月17日 (#10000923) | ストーン・リバー・ロード1014番地 北緯36度11分16秒 西経86度37分58秒 / 北緯36.187778度 西経86.632778度 | ナッシュビル         | |
| 157   | フレデリック・スタンプ邸                                         | 画像をアップロード                                               | 1973年4月2日 (#73001762)   | ブエナ・ヴィスタ・パイク4949番地 北緯36度13分22秒 西経86度49分31秒 / 北緯36.222778度 西経86.825278度 | ナッシュビル         | |
| 158   | サニーサイド                                                     | サニーサイド                                                     | 1974年10月1日 (#74001910)  | グラニー・ホワイト・パイク3000番地 北緯36度07分09秒 西経86度47分20秒 / 北緯36.119167度 西経86.788889度 | ナッシュビル         | |
| 159   | タングルウッド歴史地区                                           | 画像をアップロード                                               | 1998年7月20日 (#98000819)  | タングルウッド・ドライブ4907, 4909, 4911番地および4905番地 北緯36度14分07秒 西経86度43分02秒 / 北緯36.2354度 西経86.717233度                                                                                           | ナッシュビル         | 1999年3月19日にタングルウッド・ドライブ4905番地に境界線が設置された。                                                            |
| 160   | テンプル墓地                                                     | テンプル墓地                                                     | 2004年5月12日 (#04000440)  | 15番通り2001番地北 北緯36度11分09秒 西経86度48分41秒 / 北緯36.185833度 西経86.811389度 | ナッシュビル         | |
| 161   | テネシー・マニュファクチュアリング・カンパニー                   | テネシー・マニュファクチュアリング・カンパニー                   | 1999年6月25日 (#99000759)  | 8番通り1400番地北 北緯36度10分43秒 西経86度47分32秒 / 北緯36.178611度 西経86.792222度 | ナッシュビル         | |
| 162   | テネシー州議事堂                                                 | テネシー州議事堂                                                 | 1970年7月8日 (#70000894)   | キャピトル・ヒル 北緯36度09分57秒 西経86度47分03秒 / 北緯36.165833度 西経86.784167度 | ナッシュビル         | |
| 163   | テネシー州立図書館および資料館                                   | テネシー州立図書館および資料館                                   | 2003年11月17日 (#03001154) | 7番通り403番地北 北緯36度09分56秒 西経86度47分07秒 / 北緯36.165556度 西経86.785278度 | ナッシュビル         | |
| 164   | テネシー州オフィス・ビル                                         | テネシー州オフィス・ビル                                         | 2011年7月13日 (#11000455)  | 6番通り北とシャーロット・アベニューの角 北緯36度09分58秒 西経86度46分57秒 / 北緯36.166111度 西経86.7825度 | ナッシュビル         | |
| 165   | テネシー州立大学歴史地区                                         | テネシー州立大学歴史地区                                         | 1996年6月14日 (#96000677)  | ジョン・A・メリット・ブルヴァード3500番地 北緯36度10分00秒 西経86度49分48秒 / 北緯36.166667度 西経86.83度 | ナッシュビル         | |
| 166   | テネシー州最高裁判所                                             | テネシー州最高裁判所                                             | 2014年3月18日 (#14000084)  | 7番通り401番地北 北緯36度09分54秒 西経86度47分05秒 / 北緯36.16493度 西経86.784859度 | ナッシュビル         | |
| 167   | サード・バプティスト教会                                         | サード・バプティスト教会                                         | 1979年10月31日 (#79002427) | モンロー・ストリート906、908番地 北緯36度10分30秒 西経86度47分43秒 / 北緯36.175度 西経86.795278度 | ナッシュビル         | |
| 168   | トラベラーズ・レスト                                             | トラベラーズ・レスト さらに見る                                  | 1969年12月30日 (#69000179) | フランクリン・ロード 北緯36度04分37秒 西経86度45分49秒 / 北緯36.076950度 西経86.763687度 | ナッシュビル         | |
| 169   | チューリップ・グローヴ                                           | チューリップ・グローヴ                                           | 1970年2月26日 (#70000607)  | レバノン・ロード 北緯36度12分45秒 西経86度36分21秒 / 北緯36.2125度 西経86.605833度 | ハーミテージ         | |
| 170   | トゥ・リバーズ                                                   | トゥ・リバーズ                                                   | 1972年2月23日 (#72001238)  | マギャヴィック・パイク3130番地 北緯36度11分23秒 西経86度40分39秒 / 北緯36.189722度 西経86.6775度 | ナッシュビル         | |
| 171   | 郵便局                                                           | 郵便局                                                           | 1984年11月15日 (#84000580) | ブロードウエイ901番地 北緯36度09分28秒 西経86度47分02秒 / 北緯36.157778度 西経86.783889度 | ナッシュビル         | |
| 172   | アメリカ海軍予備軍トレーニング・センター                         | アメリカ海軍予備軍トレーニング・センター                         | 2011年7月6日 (#11000419)   | デイヴィッドソン・ストリート1515番地 北緯36度09分52秒 西経86度44分27秒 / 北緯36.164444度 西経86.740833度 | ナッシュビル         | |
| 173   | 郵便局オールド・ヒッコリー支局                                   | 画像をアップロード                                               | 1985年8月6日 (#85002401)   | ドネルソン・アベニュー1010番地 北緯36度15分49秒 西経86度39分02秒 / 北緯36.263611度 西経86.650556度 | オールド・ヒッコリー | |
| 174   | ユートピア・ホテル                                               | ユートピア・ホテル                                               | 1979年3月26日 (#79002428)  | 4番通り206番地北 北緯36度09分50秒 西経86度46分44秒 / 北緯36.164000度 西経86.778889度 | ナッシュビル         | |
| 175   | ワーナー・パーク歴史地区                                         | 画像をアップロード                                               | 1984年1月20日 (#84003528)  | リトル・ハーバス川、ベル・ミード・ブルヴァード、州間高速道路100号線、チッカリング・ロードで大まかに囲まれた地域 北緯36度03分47秒 西経86度53分30秒 / 北緯36.063056度 西経86.891667度                                    | ナッシュビル         | ウイリアムソン郡に拡大 |
| 176   | ウエイヴァリー・プレイス歴史地区                                 | ウエイヴァリー・プレイス歴史地区                                 | 1985年3月28日 (#85000676)  | ビーチ・アベニュー、ダグラス・アベニュー、ブラッドフォード・アベニュー、10番通り南、アックレン・アベニューで大まかに囲まれた地域 北緯36度07分51秒 西経86度46分56秒 / 北緯36.130833度 西経86.782222度                   | ナッシュビル         | |
| 177   | ウイークリー・トゥルット・クラーク邸                             | ウイークリー・トゥルット・クラーク邸                             | 1989年4月13日 (#89000297)  | ローズバンク・アベニュー415番地 北緯36度11分15秒 西経86度43分14秒 / 北緯36.1875度 西経86.720556度 | ナッシュビル         | |
| 178   | ウエスト・エンド高等学校                                         | ウエスト・エンド高等学校                                         | 2003年8月1日 (#03000726)   | ウエスト・エンド・アベニュー3529番地 北緯36度07分54秒 西経86度49分26秒 / 北緯36.131667度 西経86.823889度 | ナッシュビル         | |
| 179   | ウエスト・ミード                                                 | ウエスト・ミード                                                 | 1975年3月4日 (#75001750)   | オールド・ハーディング・パイク 北緯36度06分02秒 西経86度52分40秒 / 北緯36.100556度 西経86.877778度 | ナッシュビル         | |
| 180   | ホワイツ・クリーク歴史地区                                       | ホワイツ・クリーク歴史地区                                       | 1984年8月16日 (#84003530)  | ホワイツ・クリーク・パイクとオールド・ヒッコリー・ブルヴァードの角 北緯36度15分32秒 西経86度49分43秒 / 北緯36.258889度 西経86.828611度                                                                                 | ホワイツ・クリーク   | |
| 181   | ホイットランド地区                                               | ホイットランド地区                                               | 2007年7月24日 (#07000763)  | ホイットランド・アベニュー、ボウリング・アベニュー、南ウイルソン・ブールヴァードで大まかに囲まれた地域およびリッチランド・クリーク支流 北緯36度07分45秒 西経86度49分44秒 / 北緯36.129167度 西経86.828889度             | ナッシュビル         | |
| 182   | ウィルキンソン邸                                                 | 画像をアップロード                                               | 2006年11月29日 (#06001095) | ウイルキンソン・ロード7663番地 北緯36度20分58秒 西経86度51分14秒 / 北緯36.349444度 西経86.853889度 | ジョールトン         | |
| 183   | ウイメンズ・クラブ・ナッシュビル支部 (J・B・ダニエル邸)          | ウイメンズ・クラブ・ナッシュビル支部 (J・B・ダニエル邸)          | 2010年7月19日 (#10000481)  | ヒルズボロ・パイク3206番地 北緯36度07分06秒 西経86度48分32秒 / 北緯36.118333度 西経86.808889度 | ナッシュビル         | |
| 184   | ウエイヴァリー歴史地区ウッドランド                               | ウエイヴァリー歴史地区ウッドランド                               | 1982年3月25日 (#82003966)  | 国道65号線、8番通り、ブラッドフォード・アベニュー、ウエッジウッド・アベニューで大まかに囲まれた地域 北緯36度07分54秒 西経86度46分38秒 / 北緯36.131667度 西経86.777222度                                                | ナッシュビル         | |
| 185   | ウッドロウン                                                     | ウッドロウン                                                     | 1978年11月21日 (#78002584) | ウッドモント・ブルヴァード127番地 北緯36度07分19秒 西経86度50分43秒 / 北緯36.121944度 西経86.845278度 | ナッシュビル         | |
| 186   | ウッドモント・テラス・アパートメント                             | ウッドモント・テラス・アパートメント                             | 2003年4月21日 (#03000280)  | ウッドモント・ブルヴァード920番地 北緯36度06分41秒 西経86度47分00秒 / 北緯36.11135度 西経86.783431度 | ナッシュビル         | |
| 187   | ヤング・ウイメンズ・クリスチャン協会ビル                         | ヤング・ウイメンズ・クリスチャン協会ビル                         | 1982年12月16日 (#82001727) | 7番通り211番地北 北緯36度09分46秒 西経86度47分00秒 / 北緯36.162778度 西経86.783333度 | ナッシュビル         | |

## 旧登録財
| [ 3 ] | 登録名                       | 画像               | 登録日                     | 抹消日         | 所在地                                           | 都市か町             | 概要         |
| ----- | ---------------------------- | ------------------ | -------------------------- | -------------- | ------------------------------------------------ | -------------------- | ------------ |
| 1     | デュポント消防署             | 画像をアップロード | 1985年5月24日 (#85001558)  | 2002年12月10日 | ハドリー・アベニュー1010番地                     | オールド・ヒッコリー |              |
| 2     | エヴァーグリーン・プレイス   | 画像をアップロード | 1982年4月15日 (#83003026)  | 2008年3月26日  | ジョイス・レーン1023番地                         | ナッシュビル         | 2006年、解体 |
| 3     | グッドウイル邸               | 画像をアップロード | 1982年3月25日 (#82003962)  | 1994年10月11日 | センテニアル・ブルヴァード3500番地               | ナッシュビル         |              |
| 4     | ハッチ・ショウ・プリント社屋 | 画像をアップロード | 1982年6月16日 (#83003026)  | 1994年10月11日 | 4番通り116-118番地                               | ナッシュビル         |              |
| 5     | シュート・ターナー邸         | 画像をアップロード | 1997年9月11日 (#97001138)  | 2002年3月22日  | ブランディワイン・ポイント・ブルヴァード4112番地 | ナッシュビル         | 現存         |
| 6     | スドカム・ビル               | 画像をアップロード | 1979年12月19日 (#79002426) | 1994年10月11日 | チャーチ・ストリート535番地                      | ナッシュビル         |              |
| 7     | トレパード・ボールドウィン邸 | 画像をアップロード | 1983年10月28日 (#83004242) | 1994年10月11日 | ホワイツ・クリーク・パイク3338番地               | ナッシュビル         |              |
| 8     | ターナー・コール邸           | 画像をアップロード | 1980年11月25日 (#80003794) | 1986年12月5日  | ウエスト・エンド・アベニュー2122番地             | ナッシュビル         | 1986年、解体 |
| 9     | ウエストボロ・アパートメント | 画像をアップロード | 1988年11月10日 (#88002607) | 1989年3月27日  | ウエスト・エンド・アベニュー3101番地             | ナッシュビル         |              |

## 関連事項
- テネシー州の国定歴史建造物一覧
- テネシー州の国家歴史登録財一覧